# ZT Hollandia
ZT Hollandia was een Nederlands theatergezelschap dat bestond van 2001 tot 2005.
In 2001 ontstaat ZT Hollandia uit de fusie van Het Zuidelijk Toneel (destijds Eindhoven) en Theatergroep Hollandia (Zaandam). Dit fusiegezelschap hield in 2005 op te bestaan. Het Zuidelijk Toneel ging door onder de artistieke leiding van Matthijs Rümke en Jonghollandia, het collectief van pas afgestudeerde acteurs van de Toneelacademie Maastricht, ging verder onder de naam Wunderbaum. Johan Simons, die de algemene en artistieke leiding over ZT Hollandia had, werd artistiek leider van NTGent. Paul Koek had de leiding over het experimentele muzieklaboratorium van ZT Hollandia, Veenstudio, en heeft nu zijn eigen Veenfabriek in Leiden.

## Producties

### 2001
- Woyzeck, grotezaalproductie, regie Johan Simons, tekst Georg Büchner, première 26 januari 2001, Eindhoven; coproductie Stadsschouwburg Eindhoven, genomineerd voor de Gouden Tomaat
- Het land, locatieproductie, regie Floor Huygen, tekst Martin Crimp, première 16 maart 2001, Eindhoven
- Fitness, muziektheaterproductie op locatie, regie Paul Koek, muziek Veenstudio, première 29 maart 2001, Maastricht
- De Leenane trilogie, grotezaalproductie, regie Johan Simons, tekst Martin McDonagh, première 3 mei 2001, Antwerpen [B]; coproductie Het Toneelhuis, genomineerd voor de NRC Toneelpublieksprijs 2001, geselecteerd voor Het Theaterfestival 2001, genomineerd voor de Océ Theaterprijs 2001, Frieda Pittoors genomineerd voor de Theo d'Or 2002, Betty Schuurman genomineerd voor en winnares van de Theo d'Or 2002
- Circus Shakespeare, muziektheaterproductie op locatie, regie Paul Koek en Jeroen Willems, tekst naar William Shakespeare, muziek Veenstudio, première 24 mei 2001, Utrecht; coproductie Stadsschouwburg Utrecht
- Tragbar, internationale kleine zaalproductie, regie Johan Simons, tekst naar Michel Houellebecq, première 1 juni 2002, Zürich; productie Schauspielhaus Zürich
- Zwanenmeer, kleine zaal en locatieproductie, regie Sanne van Rijn, muziek Veenstudio, première 25 oktober 2003, Den Bosch; geselecteerd voor Het Theaterfestival 2002
- Truus en Connie, locatieproductie, regie Johan Simons, tekst Lex Bohlmeijer (op basis van interviews), première 27 oktober 2001, Den Bosch; geselecteerd voor Het Theaterfestival 2002 en Linda Olthoff genomineerd voor de Columbina 2002
- Nageslacht, kleine zaal en locatieproductie, regie Floor Huygen, tekst Josse De Pauw en Kamiel Vanhole, première 27 oktober 2001, Den Bosch
- Magical Brabant Mystery Tour, kleine zaalproductie, van en met Jonghollandia, première 16 november 2001, Valkenswaard
- Lange Lies Lange Jan, locatieproductie, regie Jeroen Willems, première 22 november 2001, Heerlen; coproductie Parkstad Limburg Theaters

### 2002
- De onverschilligen, grotezaalproductie, regie Hans Hoes en Nan Koch, tekst naar Alberto Moravia, première 25 januari 2002, Eindhoven; coproductie Stadsschouwburg Eindhoven
- Pixels [De geestdriftige moed der elementen], locatieproductie, van en met Jonghollandia, première 28 januari 2002, Eindhoven; coproductie Studium generale TU Eindhoven
- Lachen/Huilen, kleine zaalproductie, regie Sanne van Rijn, tekst Willem de Wolf, première 14 februari 2002, Eindhoven; coproductie Plaza Futura
- Eldorado, kleine zaalproductie, regie Paul Slangen, tekst Rogier Schippers, première 27 februari 2002, Breda; coproductie Productiehuis Brabant
- Grond, muziektheaterproductie op locatie, regie Paul Koek, muziek Michael Moore, tekst Paul Pourveur, première 1 maart 2002, Ruigoord
- Gen [What Dare I Think?], locatieproductie, regie Johan Simons, tekst naar Michel Houellebecq en Peter Sloterdijk, première 20 maart 2002, Eindhoven; coproductie Studium Generale TU Eindhoven, geselecteerd voor Het Theaterfestival 2002
- Wondkoorts, locatieproductie, regie Ivo van Megen, tekst naar Arthur Rimbaud, première 29 maart 2002, Eindhoven
- Bacchanten, internationale muziektheaterproductie in grote zaal, regie Johan Simons en Paul Koek, muziek Nouri Iskandar en Veenstudio, tekst Euripides, première 4 mei 2002, Brussel [B]; coproductie Ruhrtriennale, Wiener Festwochen, KunstenFESTIVALdesArts, Holland Festival, Cultural Olympiad, Theater der Welt
- Getuigen, kleine zaalproductie, van en met Jonghollandia, tekst Aus Greidanus jr., première 30 augustus 2002, Eindhoven
- Hannibal, internationale grotezaalproductie, regie Johan Simons, tekst Christian Dietrich Grabbe, première 3 oktober 2002, Stuttgart [D]; productie Staatstheater Stuttgart
- De Metsiers, grotezaalproductie, regie Johan Simons, tekst Hugo Claus, première 25 oktober 2002, Eindhoven; coproductie Stadsschouwburg Eindhoven
- Eindhoven de gekste, locatieproductie, van en met Jonghollandia, première 6 november 2002, Eindhoven
- Spinoza, muziektheaterproductie op locatie, regie Paul Koek, muziek Yannis Kyriakides, tekst naar Spinoza, première 8 november 2002, Den Haag; coproductie Theater aan het Spui
- Moordende woorden, kleine zaalproductie, regie Johan Simons en Jos Verbist, tekst Dubravka Ugresic, première 23 november 2002, Kortrijk [B]; coproductie Theater Antigone
- Gezelschap van de nacht speelt Knights, muziektheaterproductie op poppodium, regie Paul Koek, tekst Aus Greidanus Jr., première 12 december 2002, Amsterdam; coproductie Melkweg/Paradiso Productiehuis

### 2003
- Brandhaarden, project, première 3 januari 2003, Amsterdam; coproductie Stadsschouwburg Amsterdam
- Dark, muziektheaterproductie op locatie, regie Paul Koek, muziek Calliope Tsoupaki, libretto Edzard Mik, première 28 februari 2003, Haarlem; coproductie Rosa Ensemble en Stadsschouwburg Haarlem
- Van Gogh, grotezaalproductie, regie Johan Simons en Leonard Frank, tekst Bas Heijne, première 6 maart 2003, Amsterdam; coproductie Het Toneel Speelt, genomineerd voor de Gouden Tomaat
- Vrijdag, grotezaalproductie, regie Johan Simons, tekst Hugo Claus, première 21 maart 2003, Eindhoven; Bert Luppes genomineerd voor en winnaar van de Louis d'Or 2003, Elsie de Brauw genomineerd voor de Theo d'Or 2003, geselecteerd voor Het Theaterfestival 2003, genomineerd voor de NRC Toneelpublieksprijs 2003
- Langzaam tot nul, kleine zaalproductie, regie Sanne van Rijn, première 2 mei 2003, Eindhoven; coproductie Plaza Futura
- Klootloper, kleine zaalproductie, regie Ivo van Megen, tekst Pietjan Dusee, première 4 juni 2003, Goirle; coproductie Drie Ons
- Sentimenti, internationale muziektheaterproductie op locatie, regie Johan Simons en Paul Koek, muziek Giuseppe Verdi, tekst naar Ralf Rothmann, première 18 juni 2003, Bochum [D]; productie Ruhrtriennale
- Lost Chord Radio, muziektheaterproductie op locatie, van en met Jonghollandia en Kopna Kopna, première 3 juli 2003, Eindhoven; coproductie Productiehuis Rotterdam
- Inanna, muziektheaterproductie op locatie en in grote zaal, regie Paul Koek, muziek Louis Andriessen, libretto Hal Hartley, première 14 oktober 2003, Amsterdam; coproductie Berliner Festwochen
- Tim van Athene, locatieproductie, tekst en regie Gerardjan Rijnders, première 6 november 2003, Antwerpen; coproductie Het Toneelhuis, geselecteerd voor Het Theaterfestival 2004
- Anatomie Titus FALL OF ROME Ein Shakespearekommentar, internationale grotezaalproductie, regie Johan Simons, tekst Heiner Müller, première 15 november 2003, München [D]; productie Münchner Kammerspiele, geselecteerd voor Berliner Theatertreffen 2004 en door Theater Heute uitgeroepen tot "Inszenierung des Jahres"
- Minis, muziektheaterproductie in kleine zaal, regie Steven van Watermeulen, tekst Oscar van den Boogaard, première 24 november 2003, Kerkrade; coproductie Parkstad Limburg Theaters

### 2004
- Stad 1, kleine zaalproductie, van en met Jonghollandia, muziek Bo Koek, première 4 maart 2004, Eindhoven; coproductie Productiehuis Rotterdam
- De ongelovige, locatieproductie, regie Floor Huygen, tekst Erik-Ward Geerlings, première 26 maart 2004, Eindhoven
- Vormsnoei, locatieproductie, regie Sanne van Rijn, première 5 mei 2004, Leuven [B]
- Hoogtezon, locatieproductie, regie Ivo van Megen, tekst Jef Aerts naar Thomas Mann, première 15 april 2004, Hilversum, coproductie Kunst en Cultuur Noord-Holland
- Richard III, grotezaalproductie, regie Johan Simons, tekst Peter Verhelst naar William Shakespeare, première 23 april 2004, Eindhoven; coproductie Stadsschouwburg Eindhoven en Festival Theaterformen Hannover/Braunschweig 2004, internationale speelplekken Berlijn en Braunschweig
- Stad 2, locatieproductie, van en met Jonghollandia, première 5 mei 2004, Eindhoven; coproductie Productiehuis Rotterdam
- Elementarteilchen, internationale grotezaalproductie, regie Johan Simons, tekst naar Michel Houellebecq, première 4 juni 2004, Zürich [CH]; productie Schauspielhaus Zürich, genomineerd voor de Nestroy 2004, geselecteerd voor Berliner Theatertreffen 2005
- De speler, internationale grotezaalproductie, regie Johan Simons, tekst naar Fjodor Dostojevski, première 27 oktober 2004, Berlijn [D]; productie Volksbühne Berlin en ZT Hollandia, coproductie Publiekstheater / NTGent en Theater aan het Vrijthof
- Everybody for Berlusconi, internationale locatieproductie, van en met Jonghollandia en Betontanc, première 5 november 2004, Rotterdam; coproductie Productiehuis Rotterdam
- Seemannslieder / Op hoop van zegen, grotezaalproductie, regie Christoph Marthaler, tekst zeer vrij naar Herman Heijermans, première 5 november 2004, Gent [B]; coproductie Publiekstheater / NTGent

### 2005
- Omvallen, kleine zaalproductie, regie Sanne van Rijn, première Eindhoven, 11 februari 2005, producent NTGent, coproductie ZT Hollandia
- Die zehn Gebote, internationale grotezaalproductie, regie Johan Simons, tekst Krzysztof Kieślowski, première 17 feb 2005, München [D], productie Münchner Kammerspiele, internationale speelplekken Berlijn en München
- Dragelijk, kleine zaalproductie, regie Johan Simons, tekst naar Michel Houellebecq, première Gent, 22 februari 2005, productie NTGent
- 4.48 Psychose, kleine zaalproductie, regie Olivier Provily, première Den Bosch, 24 februari 2005
- Offertorium, grotezaalproductie, regie Gerardjan Rijnders, première Eindhoven, 25 februari 2005
- Fort Europa, internationale locatieproductie, regie Johan Simons, muziek SOIL ism De VeenFabriek, première 8 mei 2005, Wenen [AU]; coproductie Wiener Festwochen, Stadsschouwburg Utrecht, Ruhrtriennale